# Alcatel Submarine Networks
Pour les articles homonymes, voir Alcatel (homonymie).
Alcatel Submarine Networks (ASN) est une entreprise française faisant partie des trois leaders mondiaux de la fabrication et de la pose de câbles sous-marins  de télécommunications. Elle se trouve à plusieurs endroits, en France mais aussi en Angleterre .
ASN était une filiale d'Alcatel, puis d'Alcatel-Lucent jusqu'à son rachat par le groupe finlandais Nokia en 2016. Elle appartient à Nokia France de 2016 à 2024. L'État français acquiert 80% du capital de l'entreprise en novembre 2024. 
Alcatel Submarine Networks conçoit, fabrique, pose et assure la maintenance des câbles sous-marins de télécommunications et des équipements connexes, avec ses propres bateaux pour faire passer la fibre optique partout autour du globe. La pose des câbles sous-marins de télécommunications est une industrie stratégique,. 3 entreprises, ASN, TE Subcom, NEC dominent ce marché mondial, sachant que 99% du trafic internet passe par ces câbles dont 80% du flux transitent par les États-Unis quelle qu'en soit sa destination. En 2018, la part de marché d'ASN (30%) se situe devant le concurrent japonais NEC (23%) et l’Américain Subcom (20%). La pose des câbles sous-marins de télécommunications constitue aussi un nouvel axe de développement stratégique de la Chine à prendre en compte par les entreprises en tête du marché,.
En 2024, ASN dispose de 2 000 collaborateurs dont 1 370 salariés en France. L'entreprise est implantée sur plusieurs sites en France, au Royaume-Uni et en Norvège.
Alcatel Submarine Networks possède une flotte de sept navires câbliers et est le no 1 mondial du secteur.
En nationalisant ASN, la France et l'Europe s'assure le contrôle d'un acteur stratégique de l'écosystème numérique dont les câbles sous-marins forment l'ossature. 

## Histoire
En 1858, la Submarine Telegraph Company, fondée par Thomas Russell Crampton, est créée, et devient un gestionnaire de réseaux télégraphiques internationaux. Le 30 janvier 1860, la Submarine Telegraph Company pose le premier câble télégraphique entre Jersey et la France.
En 1925, la Compagnie générale d’électricité absorbe la Compagnie générale des câbles de Lyon.
En 1991, la Compagnie générale d'électricité prend la dénomination Alcatel Alsthom. La Compagnie Générale des Câbles de Lyon devient Alcatel Câble et rachète AEG Kabel.
En 1993, Alcatel Câble acquiert l'entreprise britannique STC Submarine Systems (anciennement la Submarine Telegraph Company) et son usine de 34 000 m2 à Greenwich, une division de Northern Telecom Europe (qui deviendra Nortel). Alcatel Câble devient leader mondial du câble détenant environ 40 % du marché mondial des câbles sous-marins de télécommunication à fibres optiques. La capacité de production atteindra 30,000 km de câble optique par an.
En juin 1994, Alcatel regroupe ses activités de télécommunications sous-marines au sein d'une nouvelle entreprise nommée Alcatel Submarine Systems. Cette filiale est détenue à 51 % par Alcatel Câble (qui est devenu Nexans) et à 49 % par Alcatel-CIT.
Le 9 octobre 2000, Alcatel Câble devient Nexans. Alcatel conserve Alcatel Submarine Networks et 20 % de Nexans(cette participation dans Nexans est revendue en 2005).
Le 1er décembre 2006, l'achat de Lucent Technologies par Alcatel est effectif, sous le nom Alcatel-Lucent. Alcatel Submarine Networks devient Alcatel-Lucent Submarine Networks.
Le 8 avril 2009, les 12 sociétés suivantes ont signé un accord pour la construction et la maintenance du West Africa Cable System, un câble reliant l'Afrique du Sud au Royaume-Uni via l'océan Atlantique :
- Vodacom
- Togo Telecom
- Telkom SA
- Telecom Namibia
- Tata Communications/Neotel
- Portugal Telecom/Cabo Verde Telecom
- Office congolais des postes et télécommunications
- Groupe MTN
- Congo Telecom
- Cable & Wireless Worldwide
- Broadband Infraco
- Angola Câbles

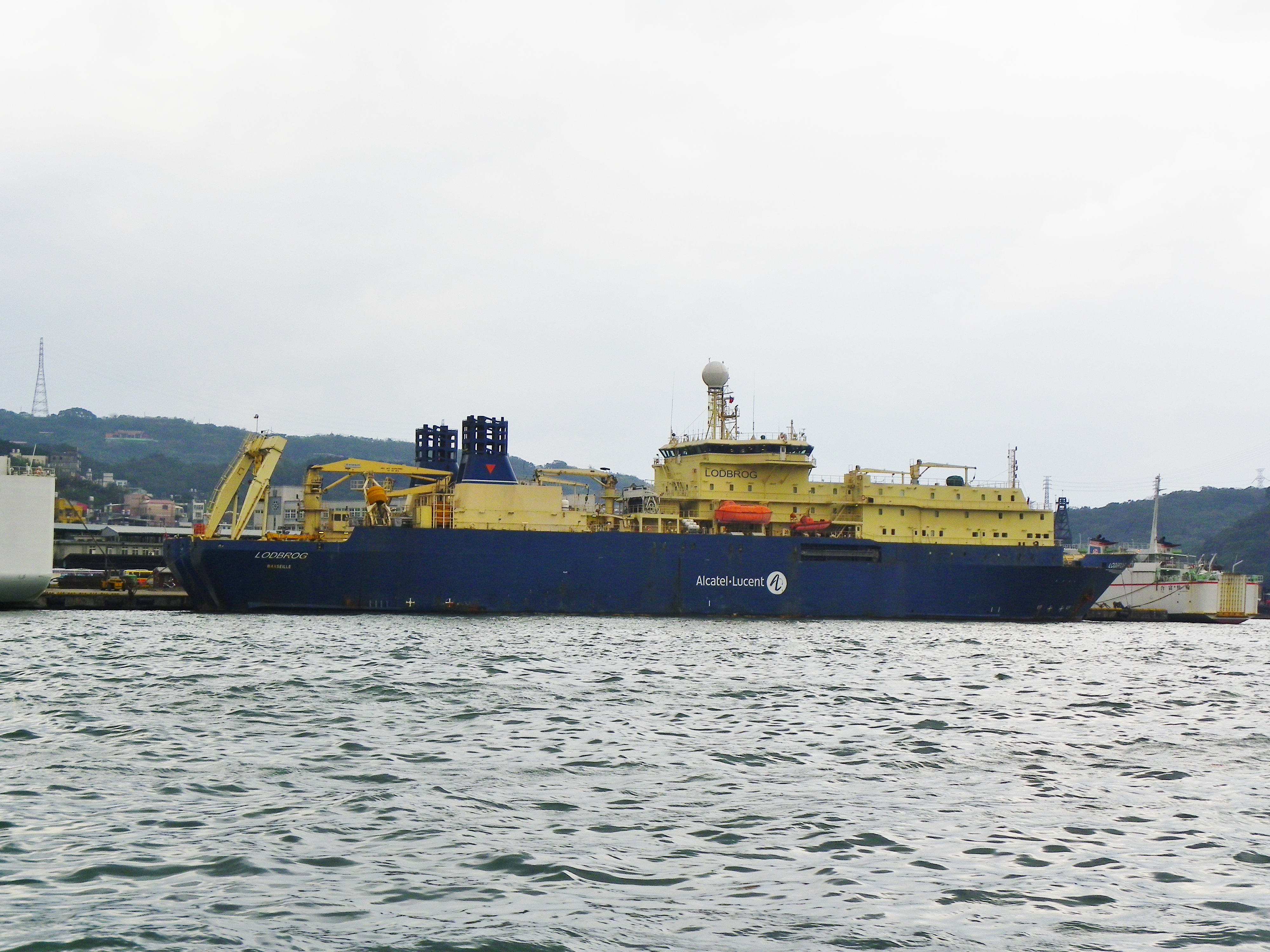
Le navire de maintenance des câbles Lodbrog à Taïwan en décembre 2013.

Le contrat de fourniture a été signé le même jour entre les membres du consortium et Alcatel-Lucent Submarine Networks.
Le 15 juillet 2010, Alcatel-Lucent Submarine Networks démarre la pose des câbles du WACS par le départ de l'Île de Bréhat de l'usine de câbles Alcatel-Lucent Submarine Networks de Calais, chargé avec près de 6 000 km de câbles sous-marins. Le câble a été posé par Île de Bréhat et son navire-jumeau Île de Sein. La pose se termine officiellement le 19 avril 2011 par la pose du câble à Yzerfontein, après moins de 10 mois en mer.
En 2011, Alcatel Submarine Networks a poursuivi sa présence mondiale sur les océans par ses navires câbliers : le CS Ile de Sein a contribué à la récupération de l'enregistreur de données du Vol Air France 447 dans l'Atlantique. Cela a prouvé que l'entreprise avait la compétence d'utiliser le navire pour récupérer un objet sur le fond marin à des fins de télécommunication ou d'assistance d'urgence. Un ROV de Phoenix International Inc a également aidé le navire.
Le câble WACS est rendu opérationnel le 11 mai 2012 par son illumination en Afrique du Sud.
En 2014, Alcatel-Lucent Submarine Networks rachète la société norvégienne Optoplan, une division du groupe parapétrolier français CGG spécialisée dans les technologies de surveillance des gisements pétroliers sous-marins.
Le 15 avril 2015, Alcatel-Lucent annonce son rachat par le géant finlandais des télécommunications Nokia. Alcatel-Lucent Submarine Networks, numéro un mondial de la construction, de la pose et de la maintenance de câbles sous-marins, intègre la division Submarine Network Solutions de Nokia en France mais a vocation à prendre son indépendance.
En 2017, Alcatel-Lucent Submarine Networks reprend son nom d'origine, Alcatel Submarine Networks.
Fin octobre 2018, Nokia et l'entreprise française Ekinops confirment être en discussion depuis plusieurs mois sur un possible rachat d'Alcatel Submarine Networks, l'activité de câbles sous-marins de Nokia,, mais renonce en avril 2019. L'État français est toujours à la recherche d'un tour de table dont Orange Marine pourrait faire partie, pour protéger ses intérêts stratégiques.
Au 1er janvier 2022, ASN a posé plus de 700 000 km de câbles au fond des mers, réalise la maintenance de plus de 300 000 km de câbles, et a mis en service plus de 200 systèmes de fibre optique.
Le 27 juin 2024, l'État français annonce avoir passé un accord avec Nokia, pour acheter 80% des actions de ASN, par l'intermédiaire de l'Agence des participations de l'État (APE). Cette décision permet ainsi que l'"entreprise stratégique" soit à nouveau contrôlée par un actionnariat français, alors que le groupe finlandais s'interrogeait sur l'avenir de cette société depuis 2 ans. L’opération est estimée à 100 millions d'euros, puisés dans le compte d’affectation spéciale des participations financières de l’État, alors que la valorisation totale de l’entreprise (trésorerie et dette incluses) est de 350 millions d'euros. Nokia conservera 20% du capital, mais l'APE pourra racheter cette part,, à des conditions non communiquées. Le groupe ASN emploie actuellement 2 000 personnes dans le monde dont 1 370 en France. À l'usine de Calais, l'annonce du rachat est accueillie favorablement par les 600 salariés. C'est là que sont fabriqués et embarqués les câbles sous-marins de télécommunications. Le site peut produire jusqu'à 50 000 kilomètres de câbles par an. La société détient environ un tiers de ce marché mondial, aux côtés de l'américain SubCom et du japonais NEC. Sa fibre optique parcourt désormais la Terre sur plus de 800.000 kilomètres, soit près de vingt fois sa circonférence. ASN évolue dans un marché en croissance, avec une progression attendue à près de 10 % par an au moins jusqu'en 2032 selon le cabinet Global Market Insights. L'État finalise le rachat d'ASN par la signature du contrat d'acquisition de 80% du capital le 5 novembre 2024 à Calais, dans l’usine historique de la société,,,.

## Flotte

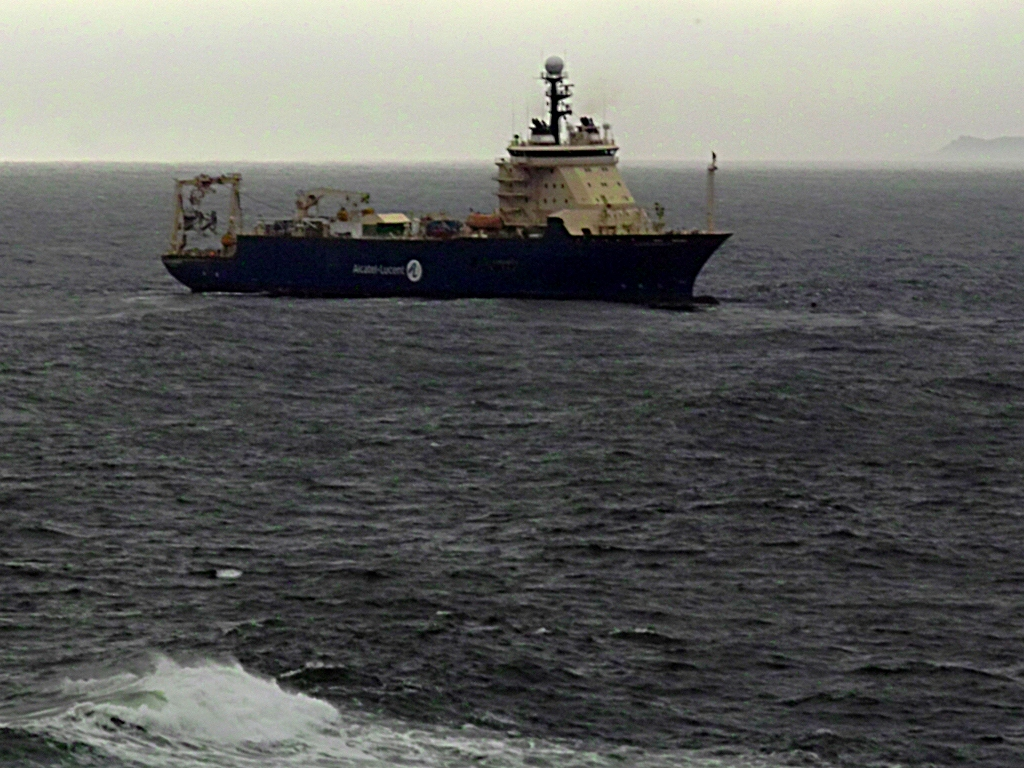
Le bateau poseur de câbles Île de Bréhat près d'Yzerfontein en avril 2011.

ASN possède en 2023 une flotte de 7 navires. Les bateaux Île de Bréhat, Île de Batz, Île de Sein, Île d'Aix et Île d'Yeu sont destinés à la pose des câbles sous-marins. Les navires Île d'Ouessant et Île de Molène sont eux destinés à l'entretien des câbles,.
En 2011, ASN a acheté le CS Gulmar Badaro, en le renommant CS Ile d'Aix pour poursuivre l'expansion de ses opérations. Ce navire a été construit en 1992 et disposait des technologies de réparation et de pose de câbles,

### Trois navires-jumeaux dits les "Coréens"
Les Île de Sein, Île de Bréhat, Île de Batz, sont trois navires-jumeaux construits par l'entreprise Hyundai Mipo Dockyard (HMD) en Corée du Sud.

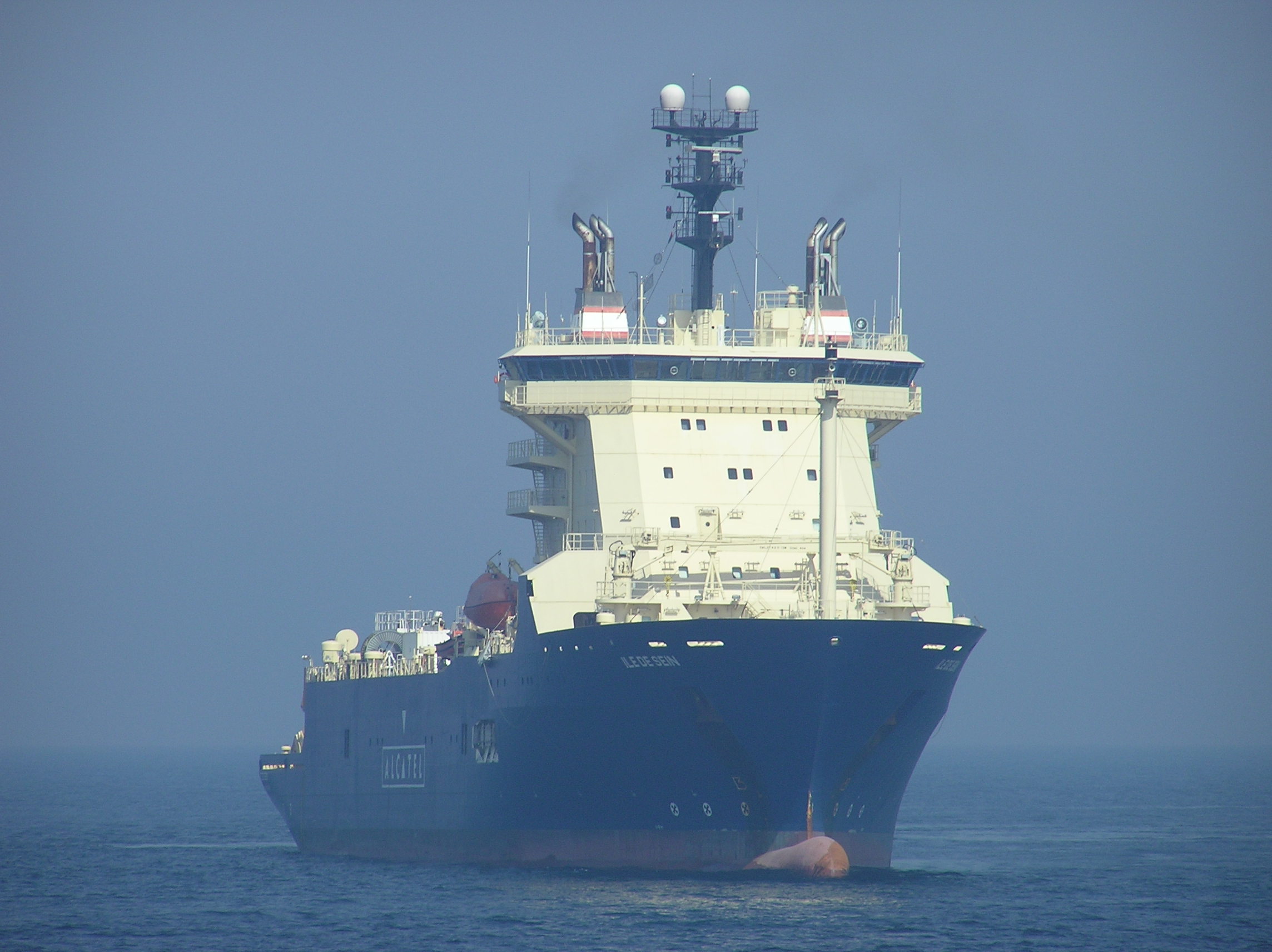
Alcatel CS Île de Sein, 2005.

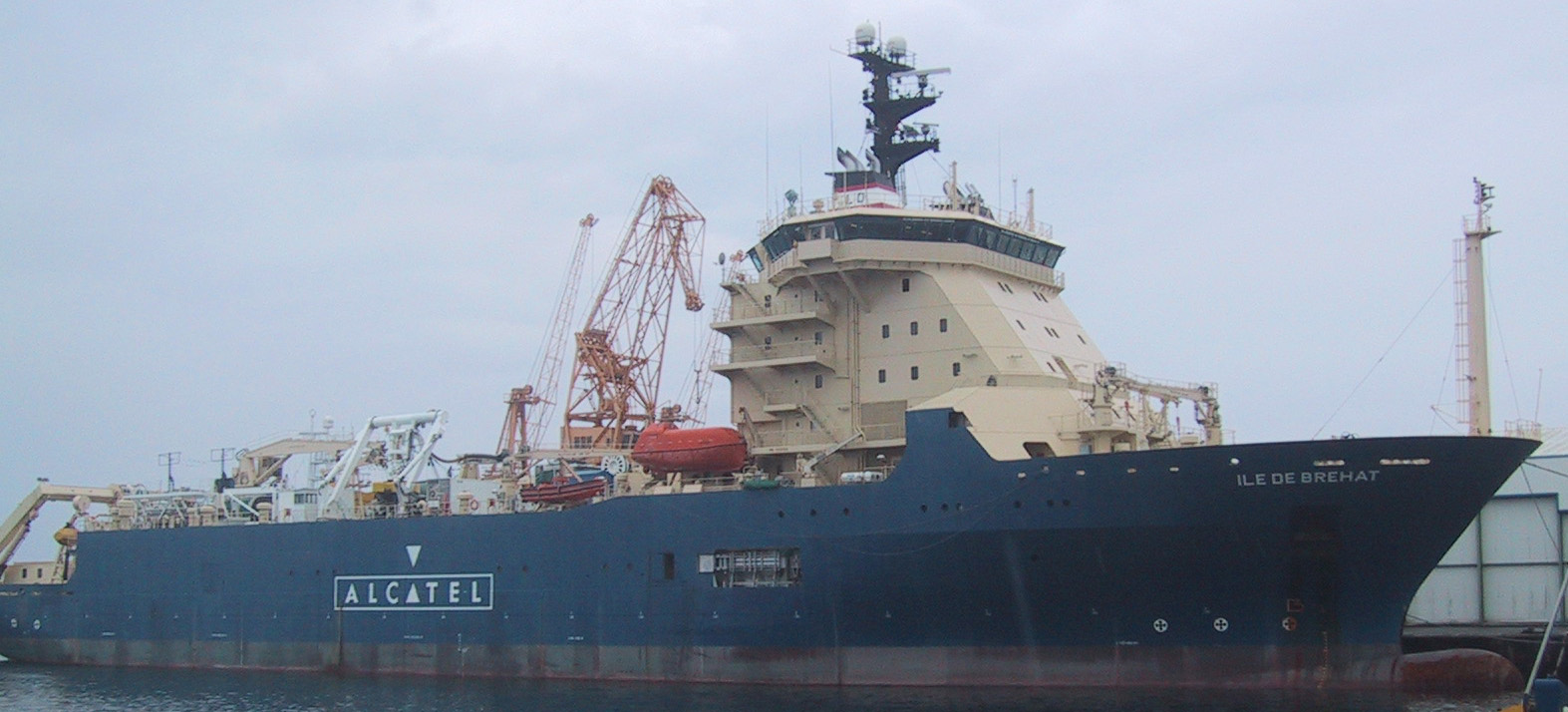
Alcatel, CS Île de Bréhat en 2005

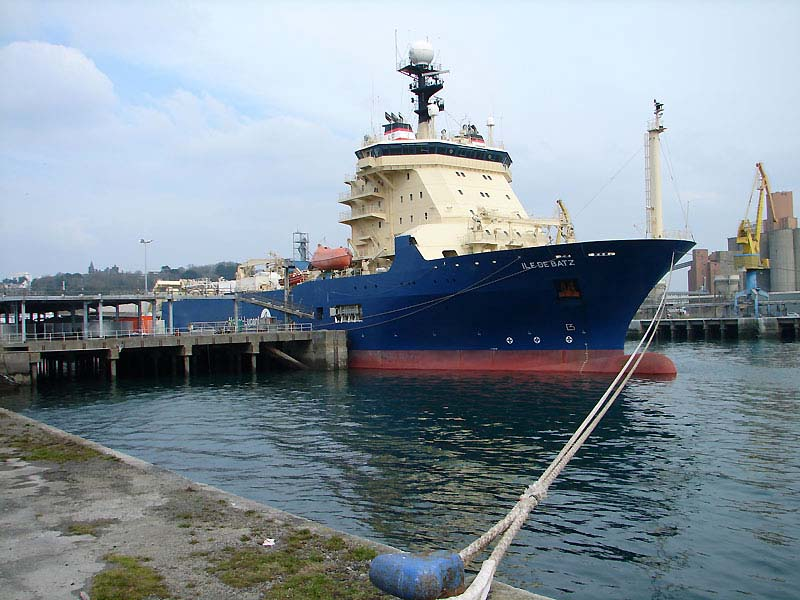
Alcatel CS Île de Batz à Brest en 2007

- CS Île de Sein Construit en 2001. Longueur : 140,36 m. Travaux de câbles en 2003 des routes Açores à Madère et Madère à Porto Santo. En 2011, le Vol Air France 447, les deux boîtes noires furent retrouvées par un robot sous-marin.
- CS Îlle de Bréhat Construit en 2002. Tracé principal de la route Nord de 4 400 km pour la route APOLLO 2003. Dégagement des routes en 2015 pour GTT Express.
- CS Îlle de Batz Construit en 2001. APOLLO 2003 : Widemouth Bay, Bude, Angleterre à Brookhaven, EUA et Lannion, France à Manasquan, EUA, 2008 travail sur TPE (Trans Pacific Express).

### L'Île d'Yeu: le plus gros câblier du monde
L'Île d'Yeu, à l'origine Knight est un câblier construit en 2001 par l'entreprise Hyundai Mipo Dockyard (HMD) en Corée du Sud, avec son navire-jumeau le C/S Baron. Il est passé par plusieurs phases de conversion. À l'origine, le C/S Knight a été construit pour Dockwise afin de poser les câbles sous-marins de Tyco Submarine Systems. À la suite d'une chute du marché, il a été vendu en 2005 à GC Rieber Shipping où il a été rebaptisé Polar Queen et enregistré à Bergen, en Norvège. Il subit alors une conversion, passant de câblier à navire ravitailleur : c'est alors le plus gros navire de leur flotte. Enfin, il est racheté par Subsea 7 sous le pavillon de la Grande-Bretagne,
En juin 2021, ASN annonce le rachat du Seven Mar de Subsea 7, devenu Île d'Yeu. Son baptême a eu lieu de 13 juin 2023 à La Rochelle,.
L'Île d'Yeu est en 2023 le plus gros câblier au monde, notamment grâce à la présence de trois cuves au lieu de deux. Une charrue de 35  équipera le navire, ainsi qu’un treuil de remorquage charrue électrique de 130 tonnes. L'Île d'Yeu aura un nouveau cabestan et une machine à câble linéaire avec 18 paires de roues pour la récupération et la pose de câbles. L'Île d'Yeu a une capacité de 8 500 tonnes de câbles, soit environ 15 000 km.